# 金融経済学
金融経済学（きんゆうけいざいがく、英: financial economics）とは、金融商品の価格形成や投資家の投資行動、企業の財務調達や資本構成を分析対象とする、経済学の分野である。金融経済学は更に2つの分野に大別することができ、金融商品の価格形成や投資家行動を取り扱う資産価格理論（英: asset pricing theory）と企業の財務に関わる事柄を取り扱うコーポレートファイナンス（英: corporate finance）がある。貨幣、銀行、金融政策などを分析する貨幣経済学（英: monetary economics）とは別個の分野と見なされている。日本では、金融経済学と貨幣経済学をまとめて金融論と呼ぶことや貨幣経済学のみを金融論と呼ぶことがあり、注意が必要である。学際的な傾向が強い学問分野であり、マクロ経済学、会計学、経営学などの社会科学における既存の学問分野の他に、確率論の応用分野としての数理ファイナンス、物理学の手法を用いる経済物理学、心理学の知見を取り入れた行動ファイナンスなどの新興の学問分野とも密接に関連している。

## 概念
以下で金融経済学で用いられる概念について列挙する。

### 完全市場
金融経済学において完全市場とは以下の条件を満たす金融市場をいう。
1. 取引手数料が課せられない。
2. 利益に対する課税がない。
3. 情報は無費用で瞬時に経済主体に伝達される。
4. 金融資産は無限に分割可能で空売り可能である。

古典的な金融経済学の理論的結果の多くが完全市場の仮定に基づいているが、これらの仮定を緩めた場合の研究も多く存在している。

### 裁定取引
裁定取引とは、初期時点においては無費用であり、ある時点において必ず損をすることはなく、更に正の確率で収益を上げられる金融市場においての取引戦略のことを言う。特に金融市場に裁定取引が存在しないことを仮定した金融資産に対する価格付けの理論を無裁定価格付け理論という。標準的な経済モデルにおいて、経済主体がより多く消費することを望む選好を持つならば、裁定取引が存在しないことがその経済主体の選択問題に解が存在するための必要条件の一つとなる。なぜならば、もし裁定取引が存在するならば、そのような経済主体は裁定取引を行うことで自身の効用を無限に増加させることが出来るので、その経済主体の効用最大化問題の解が存在しなくなるからである。裁定取引の非存在は資産価格付けの基本定理と呼ばれる定理に関連している。資産価格付けの基本定理は金融経済学や数理ファイナンスで中心的な役割を果たす定理の一つである。

### 市場の完備性
将来の状態が有限かつ離散的であると仮定した時、市場が完備(英: complete)であるとは1次独立な収益・損失をもたらす市場の金融資産の数が将来の状態数と等しい場合を言う。ここで言う1次独立とは、市場の金融資産のそれぞれの状態における収益・損失を並べてユークリッド空間上のベクトルと見なした場合の線形代数における1次独立性を指す。また数理ファイナンスの文脈において市場が完備であるとは、ある期日にペイオフが確定する派生証券を考えた時に、全てのそのような派生証券のペイオフが既存の金融資産の組み合わせによって複製可能である場合をいう。どちらの定義でもその意図するところは同じで、経済主体が考慮する将来のあらゆる不確実な資金変動を既存の金融資産についての取引戦略を立てることで(費用を無視すれば)複製できるということを意味している。市場の完備性は資産価格付けの第2基本定理と呼ばれる定理に関連付けられる。

### 市場の情報効率性
金融市場が(情報的に)効率的(英: informationally efficient)であるとは、その市場における全ての金融資産の価格が利用可能な全ての情報を常に完全に反映している時をいう。経済学において効率性というと市場の情報効率性の他にパレート効率性などで測られる配分の効率性の概念があるが、金融経済学の文脈において単に市場の効率性と言った場合は市場の情報効率性を指す場合が多い。

### 効率的市場仮説
現実の金融市場が情報的に効率的であるという仮説を効率的市場仮説(英: efficient market hypothesis)という。
ユージン・ファーマはHarry Roberts の提言を受けて、1970年の彼の論文において市場効率性を3つの段階に分別した。
一つがウィーク型の効率性(英: weak-form efficiency)で現在の価格は少なくとも過去の価格のヒストリカルデータによる情報をすべて反映しているという意味での効率性である。次がセミストロング型の効率性(英: semi-strong-form efficiency)で現在価格が過去の価格のヒストリカルデータに加えて、会計情報や株式分割情報などの公開情報をすべて反映しているという意味での効率性である。最後がストロング型の効率性(英: strong-form efficiency)で、公開情報に加えインサイダー情報や有料のアナリスト情報などの非公開情報も含めた全ての情報を反映しているという意味での効率性である。
さらに同論文においてユージン・ファーマは結合仮説問題(英: joint hypothesis problem)と呼ばれる効率的市場仮説の実証研究を行うにあたっての問題を提起した。もしある資産価格モデルを仮定して統計学的な仮説検定を行い、その検定が棄却されたならば、市場が情報的に非効率であることと仮定した資産価格モデルが間違っていることの二つが考えられる。よって価格変動が想定した資産価格モデルで予想される程度から逸脱し、それが予測可能であったとしても、必ずしも市場が非効率であることを意味しているのではなく、モデルが間違っている可能性もあるということを指摘している。

## 理論
以下で金融経済学の理論的成果について列挙する。

### モジリアーニ＝ミラーの定理
モジリアーニ＝ミラーの定理とは、完全市場の下で企業価値は資金調達の方法(負債か資本か)によらないという定理である。1958年にフランコ・モジリアーニとマートン・ミラーにより発表された。
企業の最適資本構成に関する現代的理論の出発点となる定理であり、コーポレートファイナンスや会計学、経営学などにおいて大きな影響を及ぼしている。
モジリアーニ＝ミラーの定理の導出という業績によりフランコ・モジリアーニは1985年に、マートン・ミラーは1990年にノーベル経済学賞を受賞している。

### 確率的割引ファクターとリスク中立確率
標準的な経済学モデルにおける仮定の下で、裁定取引が存在しないとすると、株式価格は次のように決定される。
{\displaystyle P_{i,t}=\sum _{s}\pi _{t+1}(s)m_{t+1}(s)(P_{i,t+1}(s)+d_{i,t+1}(s))=E_{t}[m_{t+1}(P_{i,t+1}+d_{i,t+1})]}
ここで {\displaystyle P_{i,t}} と {\displaystyle P_{i,t+1}} は株式 {\displaystyle i} のそれぞれ {\displaystyle t,t+1} 時点における価格であり、
{\displaystyle d_{i,t+1}} は {\displaystyle t+1} 時点における株式 {\displaystyle i} の配当である。そして {\displaystyle \pi _{t+1}(s)} は {\displaystyle t+1} 時点において状態 {\displaystyle s} が生起する {\displaystyle t} 時点までの情報による条件付き確率となる。また {\displaystyle E_{t}} は {\displaystyle t} 時点までの情報による条件付き期待値を表す。上述の式における株式 {\displaystyle i} に依存しないファクター {\displaystyle m_{t+1}} を {\displaystyle t+1} 時点における確率的割引ファクター(英: stochastic discount factor)と言う。
配当を金融資産を保持する事による将来のキャッシュフローと捉えると、株式のみではなくあらゆる金融資産に対して上述の式が成立する事が言える。特に安全資産の利子率を {\displaystyle R_{f}} とすると以下の式が成立する。
{\displaystyle E_{t}[m_{t+1}]=\sum _{s}\pi _{t+1}(s)m_{t+1}(s)={\frac {1}{1+R_{f}}}}
さらに確率的割引ファクター {\displaystyle m_{t+1}} について、新たな確率 {\displaystyle \pi _{t+1}^{*}} を
{\displaystyle \pi _{t+1}^{*}(s)=(1+R_{f})m_{t+1}(s)\pi _{t+1}(s)=m_{t+1}(s)\pi _{t+1}(s)/\sum _{s^{\prime }}m_{t+1}(s^{\prime })\pi _{t+1}(s^{\prime })}
として定義する。すると次の式が得られる。
{\displaystyle P_{i,t}=\sum _{s}\pi _{t+1}(s)m_{t+1}(s)(P_{i,t+1}(s)+d_{i,t+1}(s))=\sum _{s}\pi _{t+1}^{*}(s){\frac {P_{i,t+1}(s)+d_{i,t+1}(s)}{1+R_{f}}}=E_{t}^{*}{\Big [}{\frac {P_{i,t+1}+d_{i,t+1}}{1+R_{f}}}{\Big ]}}
{\displaystyle E_{t}^{*}} は確率 {\displaystyle \pi _{t+1}^{*}} の下での期待値を指す。ここで定義された新たな確率 {\displaystyle \pi _{t+1}^{*}} をリスク中立確率(英: risk-neutral probability)、または同値マルチンゲール測度(英: equivalent martingale measure)と言う。確率的割引ファクターのリスク中立確率としての表現は後述の資産価格付けの基本定理において重要になる。

### 現代ポートフォリオ理論と資本資産価格モデル(CAPM)
1952年にハリー・マーコビッツは危険回避的な経済主体を想定し、平均分散分析(英: mean-variance analysis)と呼ばれる完全市場の下でのポートフォリオ選択理論を考案した。その後、ジェームズ・トービンにより平均分散分析と期待効用最大化の関係が検討され、分離定理(英: separation theorem)（もしくは投資信託定理(英: mutual fund theorem)）と呼ばれる、ある特定の平均分散的に効率的なポートフォリオ(接点ポートフォリオ)と安全資産への投資比率を変化させるだけで効率的フロンティアを再現できるという定理が示された。
さらに平均分散分析を行うリスク回避的な経済主体による完全市場の下での一般均衡モデルとして資本資産価格モデル(英: capital asset pricing model, CAPM)がウィリアム・シャープ、John Lintner、Jan Mossinにより独立に発表された。
CAPMによれば任意の金融資産 {\displaystyle i} の収益率 {\displaystyle R_{i}} は次の式に従う。
{\displaystyle E[R_{i}]-R_{f}=\beta _{i}{\Big (}E[R_{m}]-R_{f}{\Big )}}
ここで {\displaystyle R_{f}} は安全資産の利子率であり、{\displaystyle R_{m}} は市場ポートフォリオと呼ばれるポートフォリオの収益率となる。実証研究においては、市場ポートフォリオにはS&P500などの時価総額加重平均型株価指数が用いられることが多い。{\displaystyle \beta _{i}} は資産 {\displaystyle i} のベータと呼ばれ、CAPMは資産 {\displaystyle i} のリスクプレミアムが市場ポートフォリオのリスクプレミアムの線形関数となっていることを述べている。資産 {\displaystyle i} のベータは次の式を満たす。
{\displaystyle \beta _{i}={\frac {\mathrm {Cov} (R_{i},R_{m})}{\mathrm {Var} (R_{m})}}}
上述の式のようにCAPMの下では安全資産の存在が仮定されているが、1972年にフィッシャー・ブラックは安全資産の存在を仮定せずともCAPMが成り立つというゼロベータCAPMを導出した。
またウィリアム・シャープは1966年に平均分散分析の観点に従ってポートフォリオのパフォーマンスを測る指標としてシャープレシオ(英: Sharpe ratio)を提案した。シャープレシオ {\displaystyle S} はポートフォリオの収益率を {\displaystyle R_{p}} として次で定義される。
{\displaystyle S={\frac {E[R_{p}]-R_{f}}{\sqrt {\mathrm {Var} (R_{p})}}}}
CAPMは静学的な収益率の関係を記述しているが、動学的構造を加味したモデルとしてロバート・マートンが1973年に発表した異時点間CAPM(英: intertemporal capital asset pricing model, ICAPM)がある。
またCAPMの共通リスクファクターは市場ポートフォリオだけであるが、複数の共通リスクファクターを持つ場合を考えた裁定価格理論(英: arbitrage pricing theory, APT)がStephen Rossによって1976年に考案されている。
さらに経済主体の消費を用いてCAPMと確率的割引ファクターを結びつけたモデルとして消費CAPM(英: consumption capital asset pricing model, CCAPM)がある。
CAPMの開発後も多数の資産価格モデルが考案されたが、CAPMは依然として最も重要な資産価格モデルであり、
実務上も事前的なポートフォリオ選択のみならず事後的なパフォーマンス評価にも用いられている。
現代ポートフォリオ理論に関する功績からジェームズ・トービンは1981年に、ハリー・マーコビッツとウィリアム・シャープは1990年にノーベル経済学賞を受賞している。

### ブラック＝ショールズ方程式
1973年にフィッシャー・ブラックとマイロン・ショールズは完全かつ完備な市場の下でのヨーロピアン型コールオプションについての価格付けに対する論文を発表した。同論文中のオプション価格を決定する偏微分方程式をブラック＝ショールズ方程式(英: Black-Scholes equation)と言う。
完全市場の下で、配当が無く価格変動が幾何ブラウン運動に従う株式と利子率が時間を通じて一定な債券を想定する。この時、株式を原資産とする満期 {\displaystyle T}、行使価格 {\displaystyle K} のヨーロピアン型コールオプションの {\displaystyle t} 時点における株価 {\displaystyle x} の下での価格 {\displaystyle C(t,x)} は裁定取引が存在しないという条件の下で次の偏微分方程式の解となる。
{\displaystyle rC={\frac {\partial C}{\partial t}}+rx{\frac {\partial C}{\partial x}}+{\frac {1}{2}}\sigma ^{2}x^{2}{\frac {\partial ^{2}C}{\partial x^{2}}}}
{\displaystyle r} は債券の利子率で {\displaystyle \sigma } はボラティリティと呼ばれる株価の値動きの激しさを表すパラメータである。境界条件は
- {\displaystyle C(T,x)=\max\{x-K,0\}}
- {\displaystyle C(t,0)=0}
- {\displaystyle \lim _{x\rightarrow \infty }\left\{C(t,x)-{\Big (}x-e^{-r(T-t)}K{\Big )}\right\}=0}

である。この偏微分方程式をブラック＝ショールズ方程式と言う。ブラック＝ショールズ方程式の導出に当たっては、数学者の伊藤清らによって発展した確率微分方程式の理論が中心的な役割を果たしている。ブラック＝ショールズ方程式は後退放物型方程式と呼ばれる偏微分方程式に当たるので解析的に解くことができ、その解は
{\displaystyle C(t,x)=xN(d_{+}(T-t,x))-Ke^{-r(T-t)}N(d_{-}(T-t,x))}
となる。ただし
{\displaystyle d_{\pm }(\tau ,x)={\frac {1}{\sigma {\sqrt {\tau }}}}\left[\log {\frac {x}{K}}+\left(r\pm {\frac {\sigma ^{2}}{2}}\right)\tau \right],\quad N(y)={\frac {1}{\sqrt {2\pi }}}\int _{-\infty }^{y}e^{-{\frac {z^{2}}{2}}}dz}
である。
多くの派生証券のペイオフがヨーロピアン型オプションを用いて複製可能なことから、ブラック＝ショールズ方程式が登場して以降、多数の派生証券について無裁定価格付け理論を用いた価格付けがなされた。その意味でブラック＝ショールズ方程式は数理ファイナンスという学問分野の起点となった。
ブラック＝ショールズ方程式はフィッシャー・ブラックとマイロン・ショールズによる1973年の論文によって導出されたが、その核となる無裁定価格付け理論はロバート・マートンの1973年の論文により現れている。よってオプションの価格付けに対する功績についての功績を称えた1997年のノーベル経済学賞はマイロン・ショールズとロバート・マートンの2名に与えられた(フィッシャー・ブラックは1995年に亡くなっており、ノーベル賞は物故者には授与されない)。

### 資産価格付けの基本定理
資産価格付けの基本定理(英: the fundamental theorems of asset pricing)とは、Michael Harrison、デイヴィッド・クレプス、Stanley Pliska らによって示された裁定機会の非存在と市場の完備性の同値条件を述べる定理である。数理ファイナンスにおける様々な派生証券の価格付け理論で中心的な役割を果たしている定理である。
金融市場の数学的定式化の違いにより定理の内容が若干異なるが、通常以下のように言及される。
- 資産価格付けの第1基本定理

金融市場に裁定取引が存在しない必要十分条件は少なくとも1つ以上のリスク中立確率が存在することである。
- 資産価格付けの第2基本定理

金融市場に裁定取引が存在しないと仮定する。この時、金融市場が完備である必要十分条件はリスク中立確率が一意に定まることである。
確率的割引ファクターの項目で見たように、リスク中立確率とは金融資産の価格を利子率で割り引いたものがマルチンゲールになるような確率である。よって価格変動の確率的性質が既知の金融資産を用いてリスク中立確率を一度計算してしまえば様々な金融資産の現在価格を計算することが出来る。資産価格付けの基本定理はこのような数学的操作によって導かれる現在価格に対し、無裁定価格付け理論という金融経済学としての価格付けに対する基礎を与える定理となる。

### ノートレード定理
ノートレード定理(英: no trade theorem)とは、ある状況下において、たとえ投資家が金融資産についてのインサイダー情報などの私的情報を得たとしても、均衡では金融資産の取引が発生しないという定理である。ポール・ミルグロム とナンシー・ストーキーにより1982年に発表され、多数の拡張がなされている。
ミルグロムとストーキーの論文におけるノートレード定理とは、事前的な富の配分がパレート効率的であり、全ての投資家は合理的で、この二つの事実が投資家の間でロバート・オーマンの1976年の論文の意味での共有知識になっている時に、情報に対する確率的な解釈が一致している(英: concordant beliefs)リスク回避的な投資家の間では、たとえ追加的な私的情報が投資家にもたらされようとも取引が起こらない、ということを述べている。
定理が成立するための仮定は非現実的だが、私的情報を得ても取引が起こらないという直観に反した結果になっている。

## 論争・未解決問題

### 価格の予測可能性と効率的市場仮説
利用可能な情報を用いて資産価格が予測可能かどうかは古くから主要な論点の一つになっている。

#### 時系列方向の予測可能性
価格の予測可能性についての研究は1900年のルイ・バシュリエの研究成果にさかのぼることが出来る。バシュリエの研究はブノワ・マンデルブロやポール・サミュエルソンにより現代的な形式に定式化された。短期的な価格の予測可能性についてユージン・ファーマは1960年代に行った一連の研究により、株式には短期的に若干の正の自己相関が見られることを発見した。しかし、その程度は非常に弱く、取引コストを考えればその相関を利用して計画的に利益を上げることは不可能だとし、金融市場は短期的には効率的な状況に近いということが学界でのコンセンサスになっている。
しかし年単位となるような長期的な価格の予測可能性については短期と異なり取引コストを加味しても利益を上げられるような予測が可能であるという研究成果がある。ロバート・シラーは1984年に配当利回りが1年後の株式のリターンに説明力を持つことを発見した。この研究は行動ファイナンスの先駆けとして重要視されている研究の一つである。またロバート・シラーはJohn Campbellとの共同研究で企業の実質利益が価格に説明力を持つことや配当利回りが将来の配当成長率に正の影響を持つことを実証した。特にロバート・シラーは前者の研究結果からPERを改良したCAPEレシオ(英: cyclically adjusted price-to-earnings ratio, CAPE ratio)を考案している。

#### 期待リターンのクロスセクション構造
1950年代から1960年代にかけて発展したCAPMは期待リターンのクロスセクション構造を分析するにあたってのベースラインモデルとなった。1970年代までにおいてCAPMは概ね成立しているとの結果が得られていたが、1970年代の終わりからCAPMの実証方法に対する批判やCAPMで説明できないアノマリーが多く発見されるようになる。このようなアノマリーの例として時価総額が小さい株式の方が高い期待リターンを得られるという小型株効果や、簿価時価比率(PBRの逆数)が高い割安株の方が高い期待リターンを得られるというバリュー株効果などがある。
1992年にユージン・ファーマとKenneth Frenchは米国株式市場のクロスセクション分析を行い、時価総額、簿価時価比率、レバレッジ比率、E/P(PERの逆数)の当時認識されていた4つのアノマリー要因は時価総額と簿価時価比率の2つに集約されることを統計的に実証した論文を発表した。彼らは同論文でRay Ballが1978年の論文で述べた仮説に同意し、時価総額と簿価時価比率のアノマリーはCAPMで説明できない投資家のリスクファクターから生じているという仮説を立てている。さらに彼らはこの研究を発展させ、1993年の論文においてファーマ＝フレンチ3ファクターモデルと呼ばれる期待リターンの決定モデルを提示した。ファーマ＝フレンチ3ファクターモデルにおいては期待リターンのクロスセクションの決定要因としてCAPMで取り入れられていた市場ポートフォリオのリスクプレミアムに加え、時価総額が捉えるリスクの代理指数としてのSMB(small-minus-big)と簿価時価比率が捉えるリスクの代理指数としてのHML(high-minus-low)が含まれている。
このようなリスクファクターとしての解釈が難しいアノマリーとしてモメンタム効果がある。モメンタム効果とは過去に高いリターンを得られた金融資産は将来も高いリターンが得られ、逆に過去にリターンが低かった金融資産は将来のリターンも低くなるという効果である。Narasimhan Jegadeesh とSheridan Titmanはクロスセクション分析により、米国の株式市場に短期から中期にかけてのモメンタム効果が存在することを実証した論文を1993年に発表した。さらにモメンタム効果はファーマ＝フレンチ3ファクターモデルでは説明されない。その後、1997年にはファーマ＝フレンチ3ファクターモデルにJegadeesh とTitman のモメンタム効果を捉えるファクターを追加したCarhartの4ファクターモデルが発表されている。
ユージン・ファーマとロバート・シラーは2013年に資産価格の実証分析についての貢献からノーベル経済学賞を受賞した。

### エクイティ・プレミアム・パズル
エクイティ・プレミアム・パズル(英: equity premium puzzle)とは実際の市場で観測される株式のリスクプレミアムが新古典派経済学の標準的なモデルにおけるリスクへの対価で正当化され得る範囲より大きいという問題のことである。
Rajnish Mehraとエドワード・プレスコットが1985年に発表した論文により広く知られるようになった。
エクイティ・プレミアム・パズルは新古典派経済学のあらゆる分野で広く用いられる相対的危険回避度一定(CRRA)型効用関数を用いた場合に生じる。経済主体のリスクへの相対的な忌避度を表す相対的危険回避度は様々な研究より10以下が妥当であるとされているが、CRRA型効用関数において相対的危険回避度を10として株式のリスクプレミアムを計算すると1.4%となる。これは1889年から1978年にかけての米国株式のリスクプレミアムの平均が6.18％であることを考えると著しく小さい。
この問題を説明する為に様々な理論モデルが提案されているが、統一的な説明がなされていない未解決問題である。
新古典派経済学における資産価格モデルの実証的問題点を明らかにしたその他の研究として、一般化モーメント法(英: generalized method of moments, GMM)と呼ばれる計量経済学の手法を用いてCCAPMの実証を行いCCAPMを統計的に棄却したラース・ハンセンとKenneth Singletonの研究やリスクフリーレートパズル(英: risk-free rate puzzle)を唱えたPhilippe Weil の研究、ラース・ハンセンとRavi Jagannathanによって導かれたハンセン＝ジャガナサン境界(英: Hansen-Jagannathan bound)についての研究などがある。
資産価格の実証研究への貢献により、ラース・ハンセンは2013年のノーベル経済学賞を受賞している。

### 超過ボラティリティパズル
超過ボラティリティパズル(英: excess volatility puzzle)とは金融商品の価格変動がそのファンダメンタルズの価値の変動に比べて激しいという問題である。
ロバート・シラーによる一連の研究により広く知られるようになった。
金融経済学の標準的な理論においては価格変動の分散はファンダメンタルズの分散より小さくなることが知られている。そこでロバート・シラーは1981年の論文において事後的に配当から株式のファンダメンタルズの価値とその分散を計算し、実際の株式の分散と比較した。するとファンダメンタルズの分散に比べ価格変動の分散は著しく大きく、統計的に有意であることが示された。この問題もエクイティ・プレミアム・パズル同様に未解決問題である。

### 金融危機と金融経済学
2007年からの世界金融危機は金融経済学においても大きなインパクトを残した。金融危機後の金融経済学の学問的な潮流の変化として、今までは無視されがちであった実体経済や金融仲介機関の影響を加味した研究が増加している。例としてMarkus Brunnermeier とLasse Heje Pedersen による金融仲介機関のバランスシート効果が金融商品の流動性やファンドの資金の枯渇を招くという理論的研究などがある。

## 金融計量経済学
金融市場の実証研究の進展と共に計量経済学における時系列分析の手法も発達してきた。特に金融に関連する時系列データに対する統計手法を研究する学問を金融計量経済学(英: financial econometrics)と言う。主要な成果としてロバート・エングルとクライヴ・グレンジャーによる共和分(英: cointegration)分析、ロバート・エングルによるARCHモデル、ARCHモデルの発展形としてのGARCHモデルや確率的ボラティリティモデル、ジェームス・ハミルトンによるマルコフ・スイッチングモデルなどがある。また日中のティックデータなどの高頻度データの解析法として高頻度時系列分析も発展している。
特にロバート・エングルとクライヴ・グレンジャーは2003年のノーベル経済学賞を受賞している。

## 行動ファイナンス
経済主体の合理性を仮定した古典的な金融経済学とは異なるアプローチとして、経済主体の非合理性が金融市場にもたらす効果に着目した行動ファイナンス(英: behavioral finance)がある。行動ファイナンスには大別して2つのアプローチがあり、心理学的バイアスを持つ経済主体の振る舞いが市場にもたらす効果を分析する方法と、合理的な投資家が何らかの制約により非合理な投資家の取引行動がもたらした裁定機会を消化できないことで市場がどのように変化するかを分析する裁定の限界(英: limits to arbitrage)と呼ばれる手法がある。心理学的バイアスに着目した研究として、ダニエル・カーネマンとエイモス・トベルスキーにより提唱されたプロスペクト理論を用いてエクイティ・プレミアム・パズルの行動ファイナンス的説明を試みた Shlomo Benartzi とリチャード・セイラーの研究や、投資家に代表性ヒューリスティックと保守性バイアスを仮定することで数値シミュレーションにより株式のモメンタム効果を再現する事に成功したNicholas Barberis、アンドレ・シュライファー、Robert Vishny の研究などがある。裁定の限界についての研究として、ノイズトレーダーと呼ばれる非合理な投資家がもたらした裁定機会をヘッジファンドなどの裁定投資家が顧客から預かっている資金量についての制約の為に消化できないという理論的な結果を導き出したアンドレ・シュライファーと Robert Vishny の研究などがある。